# Вирусологическая теория эволюции
Вирусологическая теория эволюции — эволюционная теория, считающая главным фактором наследственной изменчивости не радиоактивность или другие факторы, а заражение вирусом, изменяющим наследственность заражённого организма.
Вирус, как известно, способен переносить значительное число генетического материала и тем самым вызывать резкое, скачкообразное изменение сразу многих признаков того или иного вида. На настоящий момент достоверно подтверждено наличие у вирусов мигрирующих (мобильных генов) в виде ретротранспозонов. Например это Ty-элемент (Transposon yeast) у дрожжей, Copia-элемент у дрозофилы, семейства THE-1 и HERV/RTLV у человека. В целом же распространённость ретротранспозонов такова: у кукурузы 49-78 % генома состоит из ретротранспозонов, у пшеницы около 90 % генома представлены повторяющими последовательностями, из них 68 % — перемещающими элементами. У млекопитающих практически половина генома (45-48 %) состоит из транспозонов или остатков транспозонов. Примерно 42 % генома человека состоит из ретротранспозонов, и около 2-3 % из ДНК-транспозонов.
Механизм подобной замены генов осуществляется с помощью фермента, получившего название «обратной транскриптазы». Данный фермент был открыт в 1970 году Теминым и Балтимором независимо друг от друга. После проникновения вируса в клетку обратная транскриптаза осуществляет синтез сначала одноцепочечной комплементарной ДНК, а затем, по её матрице — двухцепочечной ДНК-копии.
Схожую концепцию развивал генетик Виталий Кордюм. В монографии «Биосфера и эволюция» он утверждал ведущее значение горизонтального переноса генов в эволюционном процессе. Однако горизонтальный перенос осуществляется не только посредством вируса, а целым классом мобильных элементов.